# Alpes dináricos
Alpes dináricos o Dinárides (en italiano: Alpi Dinariche, en croata: Dinaridi o Dinarsko gorje, en serbio: Динариди o Динарско горје, en esloveno: Dinarsko gorstvo) es una cadena montañosa en el sur de Europa, extendida entre los estados de Albania, Bosnia-Herzegovina, Croacia, Eslovenia,  Montenegro y Serbia.
Se extiende 645 km a lo largo de la costa del mar Adriático (dirección noroeste-sureste), desde los Alpes julianos en el noroeste hasta el macizo montañoso Sǎr - Korab, donde la alineación cambia de dirección (norte-sur). La cordillera tiene una anchura de entre 200 y 250 km y una altura media de 1000-1600 m. El monte más alto de los Alpes dináricos es el Prokletije, situado en la frontera de Montenegro oriental y Albania septentrional, con el pico llamado "Cresta del Lago" a 2.692 metros. La zona suroriental de la cordillera concentra los picos de mayor altura.

## Toponimia y etimología
El nombre deriva de Dinara, una montaña situada en la frontera sur entre Croacia y  Bosnia-Herzegovina. Su nombre actual provendría de una antigua tribu iliria, los dindaris, que vivieron en su vertiente oriental. El macizo se llama en las lenguas locales Dinarsko gorstvo en esloveno, Dinarsko gorje o  Dinarske planine en croata, Dinaridi en bosnio, en serbio latín y en montenegrino, Динарско горје o Динарске планине en serbio cirílico, y Maleve Dinarike o Masiv Dinarik en albanés.

## Geología
En la Era Mesozoica la caliza forma la característica región de los Balcanes, notable por las características como las del Karst. La edad del hielo del Cuaternario tuvo relativamente poca influencia geológica en los Balcanes. No existieron capas permanentes de hielo , y hay poca evidencia de glaciación extensiva. Solo las más altas cimas del Durmitor, Orjen, y Prenj poseen valles glaciales y morrenas. Sin embargo, en una cadena montañosa recorre la frontera norte albanesa de este a oeste (rompiendo así la tendencia geológica general del sistema Dinárico), hay evidencia de la mayor glaciación.
Una característica geológica de gran importancia en el paisaje presente de las Dinárides debe ser considerada con mayor detalle, la de las montañas calizas, a menudo con sus fallas asociadas, son duras y de lenta erosión, y a menudo persisten como abruptas y dentadas escarpaduras, a través de empinados desfiladeros y cañones que son hendidos por los ríos drenando las más altas laderas.

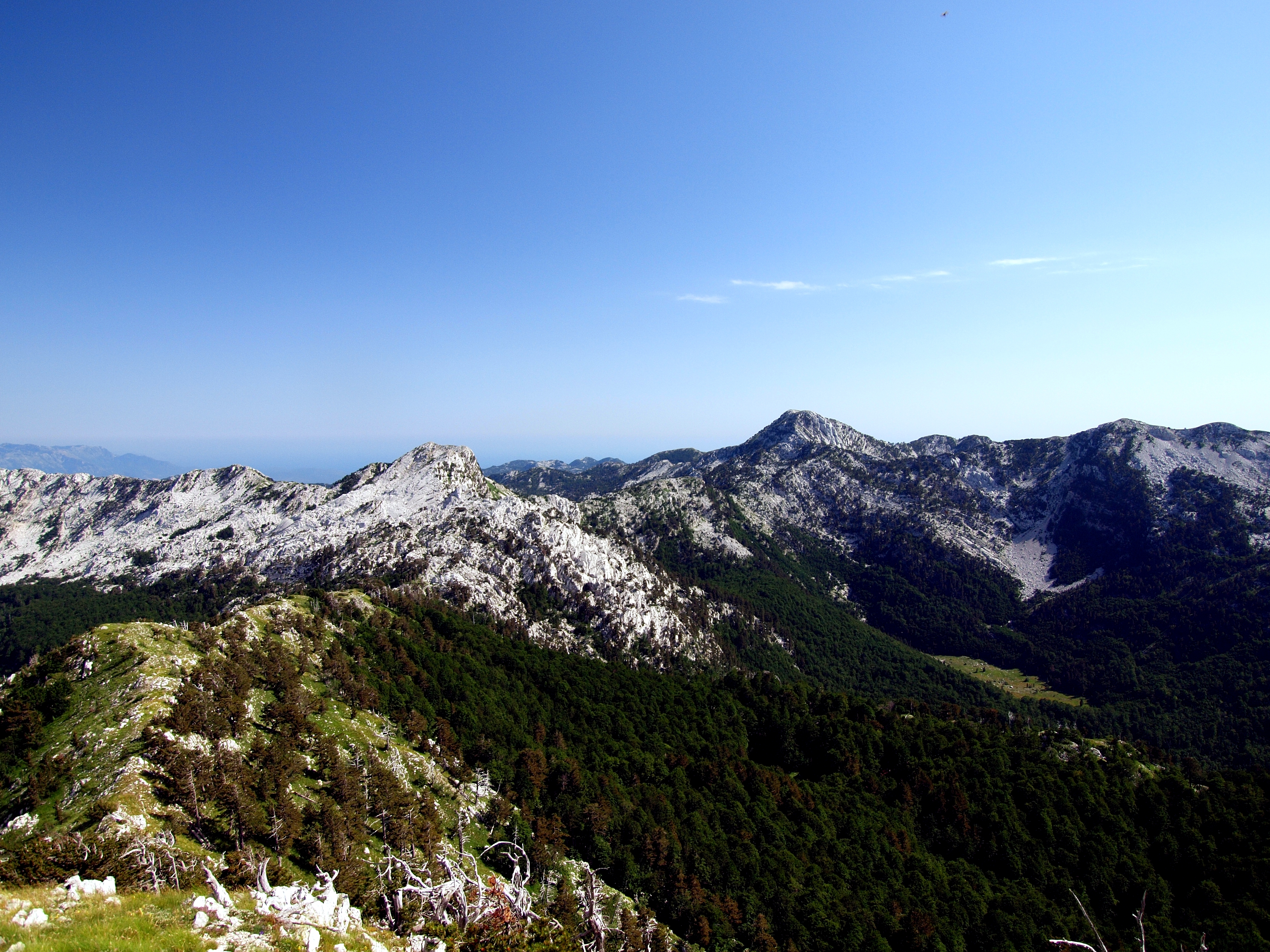
El Monte Orjen en la bahía de Kotor es el más karstificado de la cadena montañosa de los dináricos.

El ejemplo más extenso de montañas de piedra caliza de Europa son las del Karst de los Alpes dináricos. Aquí, todos los rasgos característicos se encuentran una y otra vez al viajar a través de este salvaje y despoblado país. La caliza es una roca muy porosa, además de muy fuerte y resistente a la erosión. El agua constituye la más importante fuerza erosiva, disolviendo la caliza mediante la acción química de su acidez natural. Se filtra a través de las grietas de la caliza, el agua abre fisuras y cauces, a menudo de considerable profundidad, y crea sistemas de drenaje. Durante los siguientes milenios dejó una estela de enormes cavernas sin agua, dolinas, y grutas; y formó laberintos subterráneos de cauces. Los techos de algunas de estas cavernas pueden caerse finalmente, y producir grandes desfiladeros perpendiculares, aflorando el agua a la superficie de nuevo. 
Los magníficos desfiladeros de muchos de los ríos dináricos, por ejemplo los del río Vrbas, Neretva, Tara, y el Lim, son con razón famosos. Los parcialmente sumergidos Alpes dináricos occidentales forman numerosas islas y bahías a lo largo de la costa croata. 
Solo a lo largo de los desfiladeros dináricos es posible la comunicación a través del Karst, y las carreteras y vías férreas se abren paso a través de escarpados acantilados y atraviesan estrechas cornisas sobre rugientes torrentes. Al mismo tiempo, la pureza de estas rocas es tal que los ríos son cristalinos, y dejan pocos residuos de tierra. Las paredes de roca están a menudo desprovistas de vegetación y son de un blanco deslumbrante, pero donde las pequeñas cantidades de tierra puedan acumularse en las hondonadas y mantienen exuberante vegetación, o producen estrechas franjas de cultivos.
La cordillera se divide en diversas sierras aproximadamente paralelas entre las que destacan: la propia costa dálmata, escarpada, el Karst dinárico o Sierra Occidental y la Sierra Oriental. El Karst es una zona de escasa población y arbolado, ríos intermitentes y numerosas formaciones kársticas. La región se divide en una serie de largos valles de hasta 60 km de largo y 10-15 de ancho, con fuertes pendientes en sus límites montañosos y planicies en su centro. Las lluvias, concentradas en el otoño y la primavera, crean lagos estacionales, mientras que el agua escasea durante el verano.
La Sierra Oriental es más alta que la Occidental, pero no escarpada. Los montes tienen una mayor separación, los valles fluviales son más anchos y cuentan con mayores bosques.

## Actividad humana
Ruinas de fortalezas salpican el paisaje montañoso, evidencia de siglos de guerra. Los Alpes dináricos han proporcionado refugio a varias fuerzas militares. Proporcionaron protección a los ilirios que resistieron la conquista de los Balcanes por los romanos, que comenzó con la conquista de la costa occidental del Adriático en el siglo III a. C. Roma conquistó toda Iliria en el 168 a. C. Estas montañas protegieron a las fuerzas ilirias de resistencia durante muchos años hasta que el área fue completamente subyugada en el año 14. La dificultad de atravesar las sucesivas sierras que forman la cordillera han condicionado históricamente los movimientos militares en la región, facilitado su defensa y complicado la invasión por mar.
El área permanece poco poblada, y la silvicultura y la minería quedan como principales actividades económicas en los Alpes dináricos.
Estadísticamente, es la zona con el promedio de altura en mujeres más alta del mundo, con 173 cm en promedio de estatura[cita requerida].

## Montañas destacadas
Algunas de las montañas de las Dinárides son:
- Maja Jezercë
- Bijela gora
- Biokovo
- Bjelašnica
- Cer
- Crna Gora
- Čvrsnica
- Dinara, el epónimo de la cadena.
- Durmitor
- Igman
- Jahorina
- Kamešnica
- Kopaonik
- Orjen
- Tara
- Trebević
- Treskavica
- Velebit
- Lovćen